# Mật độ phổ năng lượng

Mật độ quang phổ của ánh sáng huỳnh quang là một hàm của bước sóng quang học cho thấy các cực đại tại các chuyển tiếp nguyên tử, được biểu thị bằng các mũi tên được đánh số.

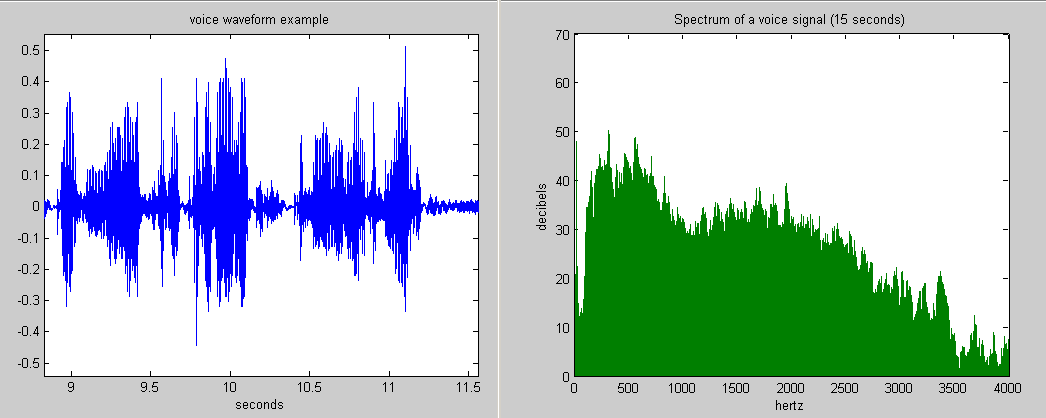
Dạng sóng giọng nói theo thời gian (trái) có phổ công suất âm thanh rộng (phải).

Phổ năng lượng {\displaystyle S_{xx}(f)} của một chuỗi thời gian {\displaystyle x(t)} mô tả sự phân bố công suất thành các thành phần tần số tạo nên tín hiệu đó. Theo giải tích Fourier, bất kỳ tín hiệu vật lý nào cũng có thể được phân tách thành một số tần số riêng biệt hoặc phổ tần số trong một dải liên tục. Giá trị trung bình thống kê của một tín hiệu hoặc một loại tín hiệu nhất định (bao gồm cả nhiễu) được phân tích theo nội dung tần số của nó, được gọi là phổ của nó.
Khi năng lượng của tín hiệu được tập trung xung quanh một khoảng thời gian hữu hạn, đặc biệt nếu tổng năng lượng của nó là hữu hạn, người ta có thể tính mật độ phổ năng lượng. Thường được sử dụng nhiều hơn là mật độ phổ công suất (hoặc đơn giản là phổ công suất), áp dụng cho các tín hiệu tồn tại trong tất cả thời gian hoặc trong một khoảng thời gian đủ lớn (đặc biệt là trong liên quan đến khoảng thời gian của một phép đo) mà nó cũng có thể đã trải qua một khoảng thời gian vô hạn. Khi đó, mật độ phổ công suất (PSD) đề cập đến sự phân bố năng lượng phổ có thể tìm thấy trên một đơn vị thời gian, vì tổng năng lượng của một tín hiệu như vậy trong mọi thời điểm nói chung sẽ là vô hạn. Phép lấy tổng hoặc tích hợp các thành phần quang phổ mang lại tổng công suất (đối với quy trình vật lý) hoặc phương sai (trong quy trình thống kê), giống với giá trị thu được bằng cách tích phân {\displaystyle x^{2}(t)} trong miền thời gian, như được xác định bởi Định lý Parseval.
Phổ của một quá trình vật lý {\displaystyle x(t)} thường chứa thông tin cần thiết về bản chất của {\displaystyle x}. Chẳng hạn, cao độ và âm sắc của một nhạc cụ được xác định ngay lập tức từ phân tích quang phổ. màu của nguồn sáng được xác định bởi quang phổ của điện trường {\displaystyle E(t)} của sóng điện từ khi nó dao động ở tần số cực cao. Việc thu được phổ từ các chuỗi thời gian như thế này liên quan đến Biến đổi Fourier và các khái quát hóa dựa trên phân tích Fourier. Trong nhiều trường hợp, miền thời gian không được sử dụng cụ thể trong thực tế, chẳng hạn như khi lăng kính tán sắc được sử dụng để thu được phổ ánh sáng trong máy quang phổ hoặc khi âm thanh được cảm nhận thông qua tác động của nó lên thụ thể thính giác của tai trong, mỗi trong số đó nhạy cảm với một tần số cụ thể.
Tuy nhiên, bài viết này tập trung vào các tình huống trong đó chuỗi thời gian được biết đến (ít nhất là theo nghĩa thống kê) hoặc được đo trực tiếp (chẳng hạn như bằng micrô được máy tính lấy mẫu). Phổ công suất rất quan trọng trong xử lý tín hiệu thống kê và trong nghiên cứu thống kê về quá trình ngẫu nhiên, cũng như trong nhiều nhánh khác của vật lý và kỹ thuật. Thông thường, quy trình là một hàm của thời gian, nhưng người ta có thể thảo luận tương tự về dữ liệu trong miền không gian được phân tách theo tần số không gian.
Đối với tín hiệu điện áp, người ta thường dùng đơn vị V2 Hz−1 cho PSD và V2 s Hz−1 cho ESD hoặc dBμV/Hz...

## Giải thích
Bất kỳ tín hiệu nào có thể được biểu diễn dưới dạng một biến thay đổi theo thời gian đều có phổ tần số tương ứng. Điều này bao gồm các thực thể quen thuộc như ánh sáng khả kiến (được coi là màu), nốt nhạc (được coi là cao độ), đài/TV ( được chỉ định bởi tần số của chúng, hoặc đôi khi là bước sóng) và thậm chí cả chuyển động quay đều đặn của trái đất. Khi các tín hiệu này được xem dưới dạng phổ tần số, các khía cạnh nhất định của tín hiệu nhận được hoặc các quá trình cơ bản tạo ra chúng sẽ được tiết lộ. Trong một số trường hợp, phổ tần số có thể bao gồm một đỉnh riêng biệt tương ứng với thành phần sóng sin. Ngoài ra, có thể có các đỉnh tương ứng với sóng điều hòa của một đỉnh cơ bản, biểu thị tín hiệu định kỳ không chỉ đơn giản là hình sin. Hoặc phổ liên tục có thể hiển thị các khoảng tần số hẹp được tăng cường mạnh mẽ tương ứng với cộng hưởng hoặc các khoảng tần số chứa công suất gần như bằng không như được tạo ra bởi bộ lọc cấm dải.
Trong vật lý, tín hiệu có thể là sóng, chẳng hạn như sóng điện từ, sóng âm thanh hoặc rung động của một cơ chế. Mật độ phổ công suất (PSD) của tín hiệu mô tả công suất có trong tín hiệu dưới dạng một hàm của tần số, trên mỗi đơn vị tần số. Mật độ phổ công suất thường được biểu thị bằng watts trên hertz (W/Hz) Chẳng hạn, khi một tín hiệu được xác định chỉ theo điện áp, thì không có công suất duy nhất nào liên quan đến biên độ đã nêu. Trong trường hợp này, "công suất" được tính đơn giản theo bình phương của tín hiệu, vì giá trị này sẽ luôn tỷ lệ thuận với công suất thực do tín hiệu đó cung cấp cho trở kháng. Vì vậy, người ta có thể sử dụng các đơn vị của V2 Hz−1 for the PSD. Mật độ phổ năng lượng (ESD) sẽ có đơn vị là V2 s Hz−1, vì năng lượng có đơn vị công suất nhân với thời gian (e.g., watt-hour). Trong trường hợp chung, các đơn vị của PSD sẽ là tỷ lệ của các đơn vị phương sai trên một đơn vị tần số; vì vậy, ví dụ, một loạt các giá trị dịch chuyển (tính bằng mét) theo thời gian (tính bằng giây) sẽ có PSD tính bằng đơn vị mét bình phương trên hertz, m2/Hz. Trong phân tích các rung động ngẫu nhiên, các đơn vị của g2 Hz−1 thường được sử dụng cho PSD của gia tốc, trong đó g biểu thị lực G.
Về mặt toán học, không cần thiết phải gán kích thước vật lý cho tín hiệu hoặc biến độc lập. Trong cuộc thảo luận sau đây, ý nghĩa của x(t) sẽ không được xác định, nhưng biến độc lập sẽ được giả định là thời gian.

## Ứng dụng

### Kỹ thuật điện

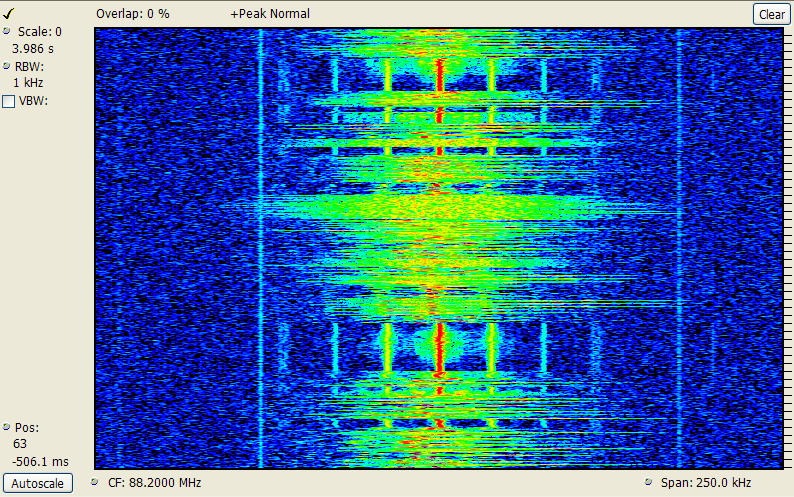
Phổ của tín hiệu đài FM có tần số trên trục hoành và thời gian tăng dần lên trên trục tung.

Khái niệm và việc sử dụng phổ công suất của tín hiệu là cơ bản trong kỹ thuật điện, đặc biệt là trong hệ thống liên lạc điện tử, bao gồm liên lạc vô tuyến, radar, và các hệ thống liên quan, cộng với công nghệ viễn thám thụ động. Các thiết bị điện tử được gọi là máy phân tích phổ được sử dụng để quan sát và đo lường 'phổ công suất của các tín hiệu.
Máy phân tích phổ đo độ lớn của biến đổi Fourier thời gian ngắn (STFT) của tín hiệu đầu vào. Nếu tín hiệu đang được phân tích có thể được coi là một quá trình dừng, thì STFT là một ước tính tốt về mật độ phổ công suất của nó.

### Vũ trụ học
Các dao động nguyên thủy, biến thể mật độ trong vũ trụ sơ khai, được định lượng bằng một phổ năng lượng mang lại sức mạnh của các biến thể như là một chức năng của quy mô không gian.

### Khoa học Khí hậu
Phân tích quang phổ năng lượng đã được sử dụng để kiểm tra các cấu trúc không gian cho nghiên cứu khí hậu. Những kết quả này cho thấy nhiễu loạn khí quyển liên kết biến đổi khí hậu với sự biến động khu vực cục bộ hơn trong điều kiện thời tiết.